# 黛安娜·芒兹
黛安娜·芒兹（英語：Diana Munz，1982年6月19日—），美国女子游泳运动员。她曾代表美国参加2000年和2004年夏季奥林匹克运动会游泳比赛，获得一枚金牌、一枚银牌和一枚铜牌。